# Liškova Punkva

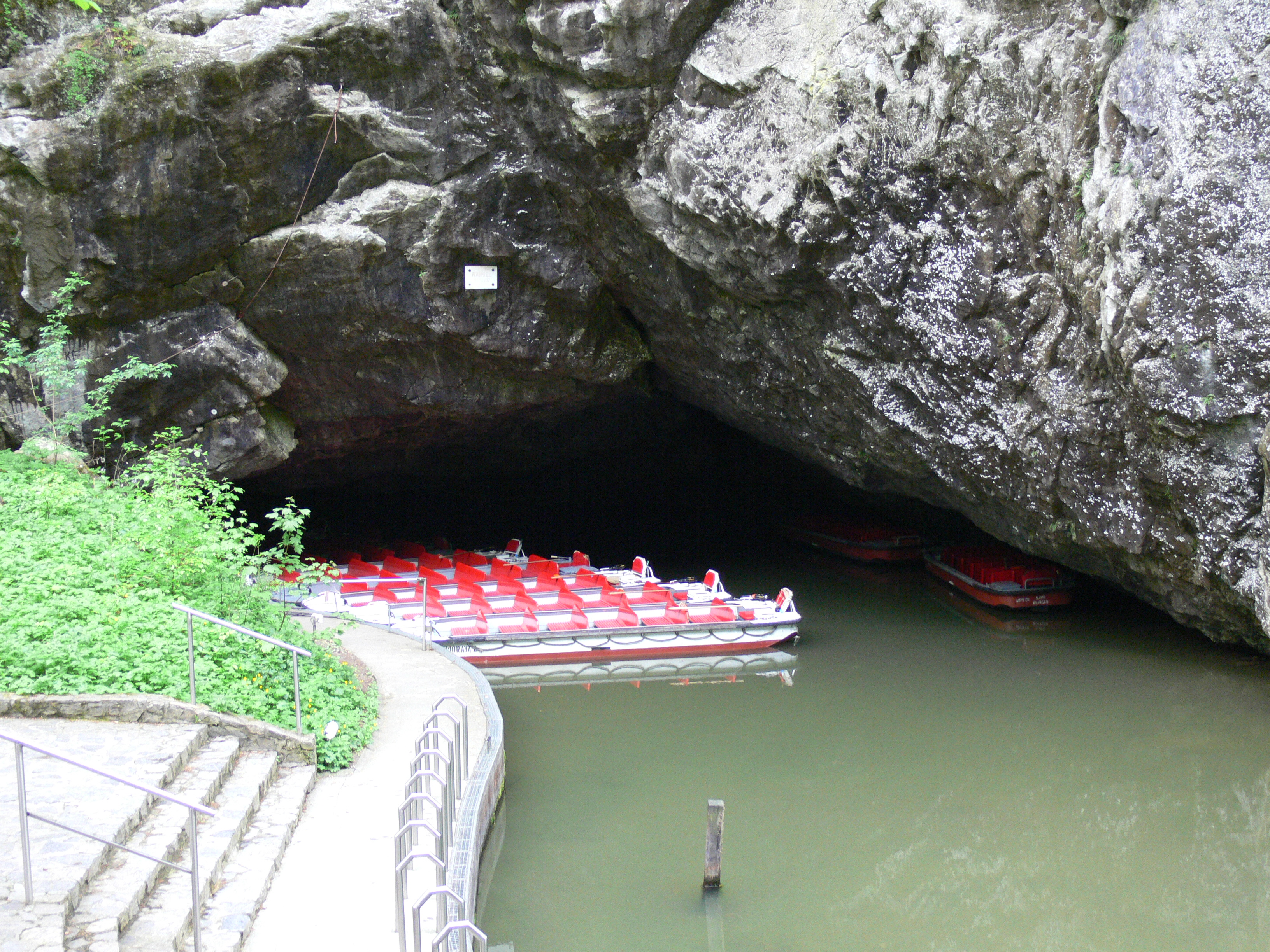
Prostor, kde plavci vyplouvají z jeskyně

Liškova Punkva je otužilecká akce, kterou se tradičně od roku 1981 otevírala zimnoplavecká sezona v Československu (Česku), a to v první říjnovou neděli. Místem konání akce je výtok ponorné říčky Punkva z Punkevní jeskyně, a to v národní přírodní rezervaci Vývěry Punkvy v chráněné krajinné oblasti Moravský kras v okrese Blansko.

## Historie
Tradice otevření otužilecké sezóny plaváním z jeskyně vznikla na podnět Oldřicha Lišky (1910–1981), nestora otužileckých a dálkových plaveb v tehdejším Československu.  Oldřich Liška plaval poprvé z Punkevní jeskyně v červnu 1949 a první kolektivní vyplutí se uskutečnilo 2. října 1949. V roce 2020 se akce konala již po čtyřicáté.  Organizačně tuto akci připravují během celé jeho éry brněnští zimní plavci a je možné nalézt k tomu i  fotodokumentaci – například z ročníku 2019.

## Průběh akce
Účastníky akce mohou být jen přihlášení zimní plavci / otužilci obvykle v maximálním počtu 150 osob. Teploty Punkvy bývají v rozmezí 6–10 °C. Plavou se dvě tratě od dvou nástupišť do lodí: jedno nástupiště je ve vzdálenosti asi 100m od výtoku a druhé nástupiště je ve vzdálenosti asi 300 m. Formálně bývá tato akce prvním kolem Českého poháru v zimním plavání (datuje se od roku 1975) příslušné sezóny s tím, že do roku 2019 byly body připsány za tuto soutěž fixní (pro první resp. druhou zaplavanou trať).